# Ernesto Fazzalari
Ernesto Fazzalari (Taurianova, 16 settembre 1969) è un mafioso italiano, boss di primo piano della 'Ndrangheta, appartenente alla famiglia criminale cosiddetta dei Viola-Fazzalari.

## Biografia
Nel 1991, durante la faida di Taurianova sarebbe stato lui, insieme a Marcello Viola e Pasquale Zagari, a uccidere Giuseppe Grimaldi e a tagliarne la testa a colpi di machete, per poi usarla come bersaglio di tiro a volo nella piazza del paese, senza curarsi della presenza di oltre venti persone che assistevano impietrite alla scena. Pochi giorni dopo, fingendosi carabiniere insieme ad altri, riuscì a intrufolarsi nel lutto casalingo della famiglia Grimaldi per portare a termine un'operazione criminale culminata con l'uccisione del ventiquattrenne Roberto Grimaldi e con il ferimento della sorella quattordicenne Rosita.
Latitante dal 1996, era ricercato per traffico di droga, associazione di tipo mafioso, traffico di armi, rapina e altri gravi reati, compreso vari omicidi, tra cui il già citato omicidio del rivale Giuseppe Grimaldi, condotto con modalità brutali. 
Dal 26 febbraio 2004 era ricercato anche in campo internazionale, essendo inserito sia nell'elenco dei latitanti più pericolosi d'Italia,  sia nella lista dei latitanti più pericolosi d'Europa.
È stato arrestato nella notte del 26 giugno 2016 dai Carabinieri della 3ª Sezione "Catturandi" del Comando Provinciale di Reggio Calabria, che l'hanno scovato nascosto in Aspromonte, in un caseggiato nelle campagne di Molochio, luogo non lontano dal suo feudo mafioso. Ad annunciarne l'arresto, è stato l'allora Ministro dell'interno Angelino Alfano che ha pubblicato un tweet in cui dichiarava: "Arrestato boss 'ndrangheta #Fazzalari. Era in cima tra i più pericolosi. Scappava da vent'anni. Sua fuga è finita. Alla giustizia non si sfugge".
Il Comandante generale dell'Arma, Gen. C.A. Tullio Del Sette, la definì "un'operazione da manuale".
Fazzalari ha iniziato a scontare l'ergastolo al regime carcerario previsto dall'articolo 41-bis dell'ordinamento penitenziario, nel supercarcere emiliano di Parma. Nel marzo 2023 è stato trasferito agli arresti domiciliari per problemi di salute.
Fazzalari risulta affetto da un adenocarcinoma al pancreas.

## Nella cultura di massa
La sua cattura è stata descritta nel 2017 in un servizio del programma televisivo Le Iene.